# スキー指導者
スキー指導者（スキーしどうしゃ）とは、スキーヤーのスキー（主にアルペンスキー）の滑走技術や安全等の指導に従事する、主に後述の全日本スキー連盟（SAJ）が公認するSAJ公認スキー指導員・準指導員（エスエイジェイこうにんスキーしどういん・じゅんしどういん）・公益財団法人 日本体育協会（現・日本スポーツ協会）とSAJによる公認スポーツ指導者制度による認定指導者を指し、場合により、後述する一部都道府県スキー連盟などのSAJ加盟団体によって制定及び認定された認定スキー指導員（にんていスキーしどういん）や、日本プロスキー教師協会（SIA、正式名称 日本職業スキー教師協会、以下も同様）に所属するスキー教師も含めた総称である。
ここでは主としてSAJに関連する事項を中心に記す。SIAに関連するものは該当記事を参照。

## 概要
SAJ公認のスキー学校で教師をするためには、SAJ公認スキー指導員・準指導員の資格を取得していなければならない。ただし、都道府県連盟などによる認定スキー指導員制度がある地区の場合はその限りではない。

## 公認スキー指導者

### SAJ公認スキー準指導員
SAJ公認スキー準指導員（以下、準指導員）を取得するには、都道府県連盟主管で、原則年1回行われるSAJスキー準指導員検定会（以下、準指導員検定会）に合格することが必要である。

#### 検定会
準指導員検定会の実施要領は都道府県連盟主管の加盟団体によって別に定められ、会期は原則として3日間としている。準指導員検定会は「理論」と「実技」に日程を分けて行われる事があり、その場合、先に理論検定を1日行い、後に実技検定を2日間にかけて行って3日間の会期とし、原則、準指導員検定会終了の翌日に全ての合格者発表と閉会式等の日程を取る事が多い。
準指導員はSAJ公認スキーC級検定員検定を受検する事が出来る。準指導員検定会を主管する都道府県連盟にもよるが、準指導員検定会閉会式後に合格者養成講習会が開催され、さらにC級検定員検定会も開催されるケースもある。

#### 受検資格
受検資格は、以下の各号に該当しなければならない。
1. 受検年度[注釈 9]のSAJの会員であり、かつ4月1日時点で18歳以上である者
2. スキーバッジテスト1級（プライズテストを含む）を前年度までに取得している者
3. 加盟団体が主催する下記の養成講習を準指導員検定会までに修了し、養成講習修了報告書によって証明された者
  - 基礎理論12時間、指導実習12時間（有効期間は各2か年、ただし救急法実技は受講年度のみ）
  - 実技実習22時間（有効期間は受講年度のみ）

#### 準指導員の特例・特典等
準指導員検定受検者で希望する者は、都道府県連などによる認定スキー指導員制度がある地区の場合において、その地区の認定スキー指導員検定を受検する際に特典を受けられる場合がある。一例として、公益財団法人 北海道スキー連盟（SAH）におけるSAH認定スキー指導員受検者は理論試験を免除される。
準指導員検定受検者のうち、次のいずれか一つ以上に該当する者は、その資格を証明出来る免許証などをコピーした物を願書に添付して出願する事で、養成講習中の「救急法」の受講が免除される。
- 医師、歯科医師、看護師（准看護師は除く）、助産師、保健師、救急救命士

日本プロスキー教師協会（SIA）のアルペンスキー・ステージⅢとして連続して5年以上常勤した者は、SAJ会員登録後、加盟団体長の推薦による特別推薦書・既得資格のライセンス証の写し・当該年度の会員登録証明書類を3月末日までにSAJに提出し、教育本部理事会の承認を得て手続きすると準指導員資格が取得出来る。
準指導員資格を取得して20年を経過し（資格停止中及び喪失中を除く）、当該年度の1月1日時点で60歳を越えた者は、本人の同意を得た上で加盟団体長の推薦により功労スキー準指導員として顕彰される。

### SAJ公認スキー指導員
SAJ公認スキー指導員（以下、指導員）を取得するには、SAJ主催で都道府県連盟協力において行われるSAJスキー指導員検定会（以下、指導員検定会）に合格することが必要である。準指導員検定会と違い、検定会場は全国の原則5会場に限られ、指導員検定会受検者はそのうちの1会場のみを選んで受検する。

#### 検定会
指導員検定会の実施要領はSAJによって別に定められ、毎年オフィシャルブック等によって周知される。なお、指導員検定会の日程は3日間に渡って行われ、天候等の特別な事情を考慮して、予備日が1日設けられる。なお、詳細日程については現地にて示される。
指導員はSAJ公認スキーA・B・C級検定員検定を、それぞれの要件に応じて受検する事が出来る。主催がSAJであるため、A級検定員検定会は指導員検定会と同会場、B・C級検定員検定会は別会場の開催となるケースが多い。

#### 受検資格
受検資格は、以下の各号に該当しなければならない。
1. 受検年度[注釈 9]のSAJの会員であり、かつ4月1日時点で21歳以上である者
2. 準指導員資格を有し、合格年度を含めず2年以上経過している者（資格停止者を除く）
3. 加盟団体が主催するスキー指導者養成講習カリキュラム（以下、養成講習）を指導員検定会までに修了し、養成講習修了報告書によって証明された者（有効期間は3か年）

なお上記2において、次に該当する場合は準指導員資格が無くても、加盟団体長の推薦により特別推薦書をSAJに提出し、教育本部理事会の承認を得ると、当該年度の指導員検定会の受検手続きを行って受検が出来る。
- 全日本選手権（全日本スキー技術選手権大会・マスターズ・ジュニアを除く）・国際スキー連盟（FIS）公認大会・国体等の競技会において3回以上入賞した者
- オリンピック出場者

#### 指導員の特例・特典等
外国の国家検定教師の資格者、または日本プロスキー教師協会（SIA）のアルペンスキー・ステージⅣとして連続して10年以上常勤した者は、SAJ会員登録後、加盟団体長の推薦による特別推薦書・既得資格のライセンス証の写し・当該年度の会員登録証明書類を3月末日までにSAJに提出し、教育本部理事会の承認を得て手続きすると指導員資格が取得出来る。
指導員検定合格者は、別に定める免除措置の規定によって、公益財団法人 日本体育協会（現・日本スポーツ協会）スポーツ指導者制度によるスキー指導員及びスキー教師の資格取得専門科目免除を受けられる。
指導員資格を取得して20年を経過し（資格停止中及び喪失中を除く）、当該年度の1月1日時点で60歳を越えた者は、本人の同意を得た上で加盟団体長の推薦により功労スキー指導員として顕彰される。

## 資格取得後の義務・規定
指導員、準指導員、公益財団法人 日本体育協会（現・日本スポーツ協会）とSAJによるスポーツ指導者制度における認定指導者（以下、指導者）は、次の各号に定める義務を負う。
1. 加盟団体が主管するスキー指導者研修会に2年に1回（隔年）参加し、修了する事
2. 加盟団体の事業に優先的に参加する事

上記1.については、指導者が2年続けて研修会未修了となった場合に指導者の資格が停止となる。資格停止中の者は指導活動を行う事が出来ない。なお、資格停止中であっても研修会には参加可能で、研修会を受講すればその修了をもって資格停止が解除となる。これについては、2017年（平成29年）8月22日時点では翌年度からの解除だったが、2020年（令和2年）11月6日に現在の方式に改正された。また、以下の行事は特定行事として研修会と同等の扱いとし、参加した役員・参加者及び受検者は研修を修了したものとみなされる。
- 中央研修会、技術員研修会、公認スキー学校主任教師研修会、スキー大学、SAJ公認スキー指導員検定会（前4行事に準じる）

なお、功労スキー指導員及び功労スキー準指導員は規定により研修会の参加義務が免除される。
次の各号の一つに該当する者は、理事会の決定によって指導者の資格を喪失する。功労スキー指導員及び準指導員も同様である。
1. 全日本スキー連盟（以下、本連盟）会員登録規定第4条[注釈 22]の規定により、会員の資格を喪失した時
2. 本連盟の規約に違反し、指導者としての対面を汚す行為があった時
3. 資格の年次登録料を納期までに納入しない時

なお、資格喪失者はSAJが定める「過年度登録者に係る資格再認定規程」に基づいて、次の要件を満たした事を加盟団体が確認し、加盟団体長からの推薦を受ければ資格の再認定を申請することができる。
1. 資格の喪失から1年以内であること。
2. 会員登録を完了していること。
3. 加盟団体長が、再認定を承認していること。

再認定の申請は必要な資格再認定申請料の納付とともに上記1.期間内の3月末日までに行う。申請後は理事会による審議が行われ、再認定された場合の資格は翌年度から有効となる。

## 認定スキー指導者
全日本スキー連盟としての認定指導員制度は既に廃止となっているが、必要に応じて加盟団体が認定するものが存在する。しかし、その資格の認定規定、稼働範囲、資格の継続等については、実際に認定を行っている加盟団体によって異なるため、問い合わせ先は、各都道府県連盟等となっている。
一例として、公益財団法人 北海道スキー連盟（SAH）においてSAH認定スキー指導員の制度があり、その検定会が行われている。検定会は最初からSAH認定スキー指導員となるために受検するほか、準指導員検定と合わせて受検する事もあり、後者の場合は上記の特典が受けられ、他にもSAH認定スキー指導員の有資格者は翌年度の準指導員検定会の初回受検時に限って受検料の減免がある。なお、SAH認定スキー指導員は北海道内のみ有効な資格となっている。また、その後準指導員資格を取得した場合は自動的にSAH認定スキー指導員の資格喪失となる。

## 新型コロナウイルス感染症の流行にともなう特別措置
2019年以降の新型コロナウイルス感染症の世界的流行にともなって、政府から2020年2月26日付での「大規模なスポーツや文化イベントなどの中止・延期・規模縮小の要請」を受けた事により、2月27日以降のSAJ主催事業中止が決定し、その期間に開催予定だった検定会や研修会などの中止が相次いだ事もあり、2021 - 2022年度のSAJ公認スキー指導員・準指導員、及び加盟団体における認定スキー指導員の受検や研修会において、次の特別措置などがとられている。
受検
1. 2022年度以降のSAJ公認スキー指導員受検者のうち、2020年度のSAJ公認スキー準指導員検定会が中止されて受検を完了出来なかった者は、2020年度特例措置として、翌年度に準指導員検定会を受検して合格した後に「2020特別措置」チケットを受け取り、合格年度を含めず1年以上経過した上でそのチケットを使って申し込みすると受検可能となる。
2. SAJ公認スキー指導員及び準指導員検定における、規定された養成講習の時間を終えられなかった受検者への措置として、養成講習の修了時間が不足していても受検可能とし、合格すれば資格を認めるが、このケースで合格した者は指導者研修を合格直後から2年連続で2回受講し、その後は規定通りに受講して養成講習会未修了の代替と認める。なお、これらに反した場合は判明時点で資格の取り下げを含めた処分を行う可能性がある。

研修会
1. SAJスキー指導員・準指導員、及び加盟団体による認定スキー指導員の指導員研修会のうちで理論については、会場を設けることによる3つの密にともなうクラスター発生や感染拡大が懸念されるため、2021 - 2022年度はオフィシャルブック（関連書籍を含む）に添付のDVDや、SAJによるYouTubeオフィシャルチャンネル「SNOW JAPAN TV」より公開されている専用動画の閲覧によるeラーニングとして、各年度の実技研修会の受講終了をもって研修会の全てを終了したものとみなしている。
2. 指導員研修会に代えて、上記特定行事への参加申し込みや指導員検定会の受検を行い、その特定行事や検定会が中止となった場合の特別措置が行われる場合があり、一例として、参加申し込みを行って指導員研修会修了扱いを希望したスキー大学が中止となった場合、スキー大学参加費用から指導員研修会費・検定員クリニック修了扱いも同時に希望する場合はクリニック費・振り込み手数料を差し引いた分を返金した上で指導員研修会の修了扱いとしている。

その他
各種の検定会受検や研修会受講のうち、スキー場で行われる実技については感染予防の注意喚起がオフィシャルブック（関連書籍を含む）によって行われているが、各種申し込み要項には感染拡大等により予定の変更及び中止の可能性があることが明記されている上で、オフィシャルサイト等による確認が促されている。